# ヤン・ポラーク
ヤン・ポラーク（Jan Polák, 1981年3月14日-）は、チェコ・ブルノ出身の同国代表の元サッカー選手。ポジションはMF。

## 経歴

### クラブ
1996年、地元クラブの1.FCブルノでキャリアをスタート。チームの思惑通り順調に成長し、2002年にはU-21欧州選手権にも出場。チームを欧州王者に導いた活躍が認められ強豪FCスロヴァン・リベレツに引き抜かれ、2年間プレーし、2005年、ドイツの古豪1.FCニュルンベルクに初の国外移籍。チームの1部残留に貢献している。2007年ベルギージュピラーリーグのRSCアンデルレヒトに移籍した。

### 代表
トマーシュ・ガラーセクの後継者といわれるセンターハーフで、ミラン・バロシュ、ペトル・チェフ、ズデニェク・グリゲラらを擁し優勝した2002年U-21欧州選手権の代表メンバー。2006年W杯代表メンバーにも選出された。カレル・ブリュックナーのお気に入りの一人。しかし本大会グループリーグのイタリア戦では退場処分受ける結果となった。

## 代表歴

### 出場大会
- チェコ代表
  - 2006 FIFAワールドカップ

### 試合数
- 国際Aマッチ 57試合 7得点（1999年-2011年）[2]

| チェコ代表 | 国際Aマッチ | 国際Aマッチ |
| 年         | 出場        | 得点        |
| ---------- | ----------- | ----------- |
| 1999       | 1           | 0           |
| 2000       | 1           | 0           |
| 2001       | 0           | 0           |
| 2002       | 0           | 0           |
| 2003       | 0           | 0           |
| 2004       | 0           | 0           |
| 2005       | 12          | 5           |
| 2006       | 12          | 1           |
| 2007       | 8           | 0           |
| 2008       | 10          | 0           |
| 2009       | 4           | 0           |
| 2010       | 7           | 1           |
| 2011       | 2           | 0           |
| 通算       | 57          | 7           |